# 本願寺鎮西別院
本願寺鎮西別院（ほんがんじちんぜいべついん）は福岡県北九州市門司区にある浄土真宗本願寺派（西本願寺）の別院である。

## 概要
本願寺鎮西別院はJR九州鹿児島本線門司駅から山手の坂の上に伽藍を構える浄土真宗本願寺派（西本願寺）の直属寺院（別院）である。また、宗務所の出先機関として北豊（ほっぽう）教区教務所を併設するほか、学校法人鎮西敬愛学園もあり、学校や幼稚園も設置している。
住職は本願寺派門主（本願寺住職）だが、普段は住職に代わり、輪番が寺務を管理する。また、輪番は北豊教区教務所長や門司港にある本願寺門司教堂主管も兼ねるのが慣例となっている。2022年7月より大分教区教務所長（別府別院輪番、四日市別院輪番も兼ねている）と兼務体制となり、副所長が置かれるようになる。

## 名称について
伽藍を構える地域は別院の地名を冠しており、坂の下の地域も原町別院のように別院の名がついている。全国の本願寺別院の中でもあまり例をみないものである。
また、鎮西とは古来九州を指す地名ではあるが、単なる九州の別院ということではなく、大陸や西洋への玄関として、さらには海外への教線の拡大への願いも含まれている。

## 境内
- 本堂 - 鎮西敬愛学園講堂としても使用される。寺務所・教務所も同じ建物にある。
- 瑞光堂 - 納骨堂。
- 親鸞聖人像 - 1979年6月に建立。
- 鏡如上人像 - 1972年10月に建立。
- 鎮西保育園
- 鎮西敬愛学園[3]
  - 敬愛中学校・高等学校
  - 敬愛幼稚園
  - 敬愛寮

## 歴史
明治時代後期、本州と九州をつなぎ、さらには大陸へとつながる要衝であった門司の地に教線拡大の拠点として、また、九州や山口を管轄する拠点として整備されることとなる。
しかし、資金難や火災で本堂の完成に至らず、1967年にようやく現本堂が完成に至る。

### 沿革[4]
明治40年 - 広島の小久保医師が5千余坪の地を寄進し、鏡如上人（大谷光瑞）に鎮西別院建立を進言、 その他篤志家の寄進を受け1万3千坪の敷地を得て別院建立の発端となる
明治44年 - 本尊をお受けし、本堂、能舞台、大食堂を仮建築し起工式（光明嗣法、九条武子仏婦連合本部長隣席）
大正6年 - 2期7年の工期完成間近かにして東隣の原野（桃山）より延焼。僅かに免れた対面所を仮本堂とするが、以後復興の機運には至らず
大正14年 - 鎮西高等女学校創立（現鎮西敬愛学園）
昭和24年 - 鎮西保育園創立
昭和42年 - 鎮西別院再建（学園講堂併用）
昭和51年 - 別院再建10周年法要
昭和53年 - 敬愛幼稚園創立
昭和56年 - 別院創建70周年記念法要、鏡如上人33回忌法要
平成5年 - 別院平成大修復慶讃法要
平成15年 - 敬愛小学校創立
平成23年 - 別院納骨堂 瑞光堂完成
平成24年 - 別院創建100周年記念法要
親鸞聖人750回大遠忌法要
令和4年 - ホームページ、Instagram開設。親鸞聖人御誕生850年・立教開宗800年慶讃法要